# BlacKkKlansman
BlacKkKlansman (Infiltrado en el KKKlan en España, El infiltrado del KKKlan en Hispanoamérica) es una película de 2018 perteneciente al género de comedia dramática sobre crímenes raciales en los Estados Unidos, escrita y dirigida por Spike Lee y basada en el libro Black Klansman del autor Ron Stallworth. La película, basada en hechos reales, está protagonizada por John David Washington, Adam Driver, Laura Harrier, Topher Grace, Jasper Pääkkönen, Corey Hawkins, Paul Walter Hauser y Harry Belafonte. La película compitió por la Palma de Oro en el Festival de Cine de Cannes de 2018, donde se estrenó el 14 de mayo. En Estados Unidos se estrenó el 10 de agosto. El filme recibió múltiples nominaciones y galardones, entre ellos un premio del American Film Institute, un premio del Festival de Locarno, dos premios del Festival de Cannes y un Premio Óscar en la 91.ª edición de los Premios de la Academia estadounidense.

## Argumento
En 1972, Ron Stallworth es contratado como el primer oficial negro del Departamento de Policía de Colorado Springs. Asignado para trabajar en la sala de grabaciones, sufre discriminación racial de sus compañeros de trabajo. Tras pedir una transferencia para trabajar en cubierta, él es asignado a infiltrarse en una junta local donde el líder nacional de derechos civiles Kwame Ture da un discurso. En la junta, Stallworth conoce a Patrice Dumas, presidenta de la Unión de Estudiantes Negros en Colorado College. Mientras ella lleva a Ture al hotel donde se hospeda, Patrice es detenida por el patrullero Andy Landers, un oficial racista del distrito de Stallworth, quien amenaza a Ture y manosea a Patrice.
Tras la junta, Stallworth es reasignado a la división de inteligencia. Tras leer sobre una división local del Ku Klux Klan en el periódico, él se contacta posando como un blanco y habla con Walter Breachway, el presidente de la división de Colorado Springs del Klan, pero pronto se da cuenta de que no solamente utilizó su nombre real, sino que también debe ir a conocer a los miembros del Klan. Debido a esto, Stallworth le pide a su colega judío, Flip Zimmerman, que actúe como el primero para conocer a los miembros del Klan mientras continúa posando como blanco en el teléfono. Bajo la identidad de Stallworth, Zimmerman conoce a Walter, el imprudente Felix Kendrickson (luego a su esposa Connie), e Ivanhoe, quien cripticamente se refiere a un pronto ataque.
Al llamar a los cuarteles en Luisiana para aprobar su membresía, Stallworth empieza a tener conversaciones telefónicas con el Gran Mago David Duke. Kendrickson sospecha de Zimmerman siendo judío e intenta hacer que tome una prueba de polígrafo a punta de pistola, pero Stallworth rompe la ventana de la cocina de los Kendricksons para distraerlos. Stallworth empieza a salir con Patrice, pero no le dice a ella que él es un oficial de policía. Tras pasar información al CID del Ejército sobre miembros activos, se entera de un agente del FBI que dos miembros son personal estacionado en NORAD.
Duke visita Colorado Springs para la inducción de Stallworth en el Klan. Ante las protestas del verdadero Stallworth, él es asignado para proteger a Duke. Una vez que Zimmerman es iniciado, pretendiendo ser Stallworth, Connie deja la ceremonia para poner una bomba en un mitin local de derechos civiles. El verdadero Stallworth reconoce sus intenciones y alerta a los oficiales de policía local. Cuando nota una fuerte presencia policíaca en el mitin, Connie pone el plan secundario de Felix en acción y pone la bomba en la casa de Patrice, dejándola bajo su auto cuando esta no encaja en el casillero de correos. Stallworth la taclea mientras intenta huir, pero los oficiales uniformados lo detienen y lo golpean pese a las protestas de que trabaja bajo cubierta.
El creador de la bomba, Walker, reconoce a Zimmerman de un arresto anterior, e informa a Felix. Él, Felix e Ivanhoe llegan y detonan la bomba mientras Ron es detenido. Sin saber donde la escondió Connie, ellos la detonan al lado del auto de Patrice, con la fuerza de la explosión llegando al auto en el que ellos van, matándolos a todos. Zimmerman llega y libera a Stallworth, y Connie es arrestada. Mientras Ron celebra el cierre del caso esa noche con Patrice, Landers llega y acosa a los dos, admitiendo sin remordimiento el asalto hacia Patrice; Stallworth revela que él lleva una grabadora, antes de que el jefe de policía llegue y arreste a Landers por brutalidad policíaca.
El Jefe de la Polícia, Bridges, felicita al equipo por su éxito, pero les ordena que terminen su investigación y destruyan las grabaciones. Stallworth recibe un llamado de Duke, y él implica a Duke que él es negro antes de colgar. Mientras Patrice y Stallworth discuten su futuro, ellos son interrumpidos al escuchar a alguien tocar la puerta. Por la ventana en el pasillo, ven una cruz llameante en una colina rodeada por miembros del Klan. La película avanza hasta 2017, donde se muestra pietaje del verdadero David Duke hablando en la manifestación Unite The Right mientras que el Presidente de los Estados Unidos Donald Trump se niega a condenar directamente la supremacía blanca.

## Elenco
- John David Washington como Det. Ron Stallworth.
- Adam Driver como Flip Zimmerman.
- Laura Harrier como Patrice Dumas.
- Topher Grace como David Duke.
- Corey Hawkins como Stokely Carmichael.
- Paul Walter Hauser como Ivanhoe.
- Jasper Pääkkönen como Felix Kendrickson.
- Ryan Eggold como Walter Breachway.
- Ashlie Atkinson como Connie Kendrickson.
- Harry Belafonte como Jerome Turner.
- Michael Buscemi como Jimmy Creek.
- Ken Garito como Trapp.
- Robert John Burke como Bridges.
- Fred Weller como Andy Landers.
- Nicholas Turturro como Walker.
- Alec Baldwin como Dr. Kennebrew Beauregard.

## Producción

### Desarrollo y reparto
El proyecto fue revelado en septiembre del año 2017, con Spike Lee y Jordan Peele haciendo equipo para producirla. Lee ocupa la silla del director. Poco después se reveló que el actor Denzel Washington también estaba negociando para protagonizar la cinta. En octubre de 2017, Adam Driver, Laura Harrier, Topher Grace y Corey Hawkins se unieron al elenco. En noviembre de 2017, Paul Walter Hauser, Jasper Pääkkönen y Ryan Eggold también se unieron al reparto. En diciembre de 2017, Ashlie Atkinson se unió al elenco.

### Rodaje
La filmación comenzó en octubre de 2017, con un rodaje que tuvo lugar en Ossining, Nueva York, el 22 de octubre.

## Estreno
El 12 de abril de 2018 la película fue seleccionada para competir por la Palma de Oro en el Festival de Cine de Cannes, donde se estrenó el 14 de mayo. Fue estrenada en los Estados Unidos el 10 de agosto.

## Recepción

### Crítica
BlacKkKlansman ha recibido reseñas positivas de parte de la crítica y de la audiencia. En el sitio web especializado Rotten Tomatoes la película posee una aprobación de 96%, basada en 450 reseñas, con una calificación de 8.3/10, mientras que de parte de la audiencia tiene una aprobación de 83%, basada en más de 10 000 votos, con una calificación de 4.0/5.
El sitio web Metacritic le ha dado a la película una puntuación de 83 de 100, basada en 56 reseñas, indicando "aclamación universal". Las audiencias encuestadas por CinemaScore le han dado a la película una "A-" en una escala de A+ a F, mientras que en el sitio IMDb los usuarios le han dado una calificación de 7.5/10, sobre la base de 264 589 votos. En la página FilmAffinity tiene una calificación de 6.5/10, basada en 22 189 votos.

### Premios y nominaciones
| Premio                                    | Fecha                    | Categoría                                      | Nominados                                                                                          | Resultado | Ref(s)        |
| ----------------------------------------- | ------------------------ | ---------------------------------------------- | -------------------------------------------------------------------------------------------------- | --------- | ------------- |
| Premios AACTA                             | 4 de enero de 2019       | Mejor película                                 | | Nominada  | [ 20 ]        |
| Premios AACTA                             | 4 de enero de 2019       | Mejor director                                 | Spike Lee                                                                                          | Nominado  | [ 20 ]        |
| Premios AACTA                             | 4 de enero de 2019       | Mejor guion                                    | Charlie Wachtel, David Rabinowitz, Kevin Willmott, Spike Lee                                       | Nominados | [ 20 ]        |
| AARP's Movies for Grownups Awards         | 4 de febrero de 2019     | Mejor película para personas mayores           | BlacKkKlansman                                                                                     | Nominada  | [ 21 ] [ 22 ] |
| AARP's Movies for Grownups Awards         | 4 de febrero de 2019     | Mejor director                                 | Spike Lee                                                                                          | Ganador   | [ 21 ] [ 22 ] |
| AARP's Movies for Grownups Awards         | 4 de febrero de 2019     | Mejor cápsula del tiempo                       | BlacKkKlansman                                                                                     | Nominada  | [ 21 ] [ 22 ] |
| AARP's Movies for Grownups Awards         | 4 de febrero de 2019     | Elección del lector                            | BlacKkKlansman                                                                                     | Nominada  | [ 21 ] [ 22 ] |
| Premios Óscar                             | 24 de febrero de 2019    | Mejor película                                 | Sean McKittrick, Jason Blum, Raymond Mansfield, Jordan Peele y Spike Lee                           | Nominados | [ 23 ]        |
| Premios Óscar                             | 24 de febrero de 2019    | Mejor director                                 | Spike Lee                                                                                          | Nominado  | [ 23 ]        |
| Premios Óscar                             | 24 de febrero de 2019    | Mejor actor de reparto                         | Adam Driver                                                                                        | Nominado  | [ 23 ]        |
| Premios Óscar                             | 24 de febrero de 2019    | Mejor guion adaptado                           | Spike Lee, David Rabinowitz, Kevin Wilmott, Charlie Wachtel                                        | Ganadores | [ 23 ]        |
| Premios Óscar                             | 24 de febrero de 2019    | Mejor banda sonora                             | Terence Blanchard                                                                                  | Nominado  | [ 23 ]        |
| Premios Óscar                             | 24 de febrero de 2019    | Mejor montaje                                  | Barry Alexander Brown                                                                              | Nominado  | [ 23 ]        |
| African-American Film Critics Association | 11 de diciembre de 2018  | Mejor guion                                    | Spike Lee, David Rabinowitz, Charlie Wachtel, Kevin Willmott                                       | Ganadores | [ 24 ]        |
| African-American Film Critics Association | 11 de diciembre de 2018  | Mejor actor                                    | John David Washington                                                                              | Ganador   | [ 24 ]        |
| Alianza de Mujeres Periodistas de Cine    | 10 de enero de 2019      | Mejor película                                 | | Nominada  | [ 25 ]        |
| Alianza de Mujeres Periodistas de Cine    | 10 de enero de 2019      | Mejor director                                 | Spike Lee                                                                                          | Nominado  | [ 25 ]        |
| Alianza de Mujeres Periodistas de Cine    | 10 de enero de 2019      | Mejor guion adaptado                           | Spike Lee, David Rabinowitz, Charlie Wachtel, Kevin Willmott                                       | Nominados | [ 25 ]        |
| Alianza de Mujeres Periodistas de Cine    | 10 de enero de 2019      | Mejor actor de reparto                         | Adam Driver                                                                                        | Nominado  | [ 25 ]        |
| Alianza de Mujeres Periodistas de Cine    | 10 de enero de 2019      | Mejor director de casting                      | Kim Coleman                                                                                        | Nominado  | [ 25 ]        |
| American Cinema Editors Awards            | 1 de febrero de 2019     | Mejor edición de película - Drama              | Barry Alexander Brown                                                                              | Nominado  | [ 25 ]        |
| American Film Institute                   | 4 de enero de 2019       | Top 10 Películas del Año                       | | Ganadora  | [ 26 ]        |
| Festival de Cannes                        | 19 de mayo de 2018       | Gran Premio del Jurado                         | Spike Lee                                                                                          | Ganador   | [ 27 ]        |
| Festival de Cannes                        | 19 de mayo de 2018       | Premio del Jurado Ecuménico - Mención Especial | Spike Lee                                                                                          | Ganadora  | [ 27 ]        |
| Asociación de Críticos de Cine de Chicago | 8 de diciembre de 2018   | Mejor guion adaptado                           | Spike Lee, David Rabinowitz, Charlie Wachtel, Kevin Wilmott                                        | Nominados | [ 28 ]        |
| Asociación de Críticos de Cine de Chicago | 8 de diciembre de 2018   | Intérprete más prometedor                      | John David Washington                                                                              | Nominado  | [ 28 ]        |
| Premios de la Crítica Cinematográfica     | 13 de enero de 2019      | Mejor película                                 | BlacKkKlansman                                                                                     | Nominado  | [ 29 ]        |
| Premios de la Crítica Cinematográfica     | 13 de enero de 2019      | Mejor director                                 | Spike Lee                                                                                          | Nominado  | [ 29 ]        |
| Premios de la Crítica Cinematográfica     | 13 de enero de 2019      | Mejor actor de reparto                         | Adam Driver                                                                                        | Nominado  | [ 29 ]        |
| Premios de la Crítica Cinematográfica     | 13 de enero de 2019      | Mejor guion                                    | Charlie Wachtel, David Rabinowitz, Kevin Willmott, Spike Lee                                       | Nominados | [ 29 ]        |
| Globo de Oro                              | 6 de enero de 2019       | Mejor película dramática                       | | Nominada  | [ 30 ]        |
| Globo de Oro                              | 6 de enero de 2019       | Mejor director                                 | Spike Lee                                                                                          | Nominado  | [ 30 ]        |
| Globo de Oro                              | 6 de enero de 2019       | Mejor actor - drama                            | John David Washington                                                                              | Nominado  | [ 30 ]        |
| Globo de Oro                              | 6 de enero de 2019       | Mejor actor de reparto                         | Adam Driver                                                                                        | Nominado  | [ 30 ]        |
| Premios Gotham                            | 26 de mopviembre de 2018 | Mejor actor                                    | Adam Driver                                                                                        | Nominado  | [ 31 ]        |
| Premios Guldbagge                         | 28 de enero de 2019      | Mejor película extranjera                      | Spike Lee                                                                                          | Nominado  | [ 32 ]        |
| Hollywood Film Awards                     | 4 de noviembre de 2018   | Actor resaltante                               | John David Washington                                                                              | Ganador   | [ 33 ]        |
| Hollywood Music in Media Awards           | 14 de noviembre de 2018  | Mejor banda sonora - película                  | Terence Blanchard                                                                                  | Nominado  | [ 34 ]        |
| Premios Independent Spirit                | 23 de febrero de 2019    | Mejor actor de reparto                         | Adam Driver                                                                                        | Nominado  | [ 35 ]        |
| Festival Internacional de Cine de Locarno | 11 de agosto de 2018     | Premio de la audiencia                         | Spike Lee                                                                                          | Ganador   | [ 36 ]        |
| Premios People's Choice                   | 11 de noviembre de 2018  | Película de drama de 2018                      | | Nominada  | [ 37 ]        |
| Premios People's Choice                   | 11 de noviembre de 2018  | Estrella de película de drama de 2018          | John David Washington                                                                              | Nominado  | [ 37 ]        |
| Premios Satellite                         | 17 de febrero de 2019    | Mejor película independiente                   | | Ganadora  | [ 38 ]        |
| Premios Satellite                         | 17 de febrero de 2019    | Mejor director                                 | Spike Lee                                                                                          | Nominado  | [ 38 ]        |
| Premios Satellite                         | 17 de febrero de 2019    | Mejor actor - Musical o Comedia                | John David Washington                                                                              | Nominado  | [ 38 ]        |
| Premios Satellite                         | 17 de febrero de 2019    | Mejor actor de reparto - drama                 | Adam Driver                                                                                        | Nominado  | [ 38 ]        |
| Premios Satellite                         | 17 de febrero de 2019    | Mejor guion adaptado                           | Spike Lee, David Rabinowitz, Kevin Wilmott, Charlie Wachtel                                        | Nominados | [ 38 ]        |
| Premios Satellite                         | 17 de febrero de 2019    | Mejor edición                                  | Barry Alexander Brown                                                                              | Nominado  | [ 38 ]        |
| Premios Satellite                         | 17 de febrero de 2019    | Mejor banda sonora                             | Terence Blanchard                                                                                  | Nominado  | [ 38 ]        |
| Premios del Sindicato de Actores          | 27 de enero de 2019      | Mejor actor                                    | John David Washington                                                                              | Nominado  | [ 39 ]        |
| Premios del Sindicato de Actores          | 27 de enero de 2019      | Mejor actor de reparto                         | Adam Driver                                                                                        | Nominado  | [ 39 ]        |
| Premios del Sindicato de Actores          | 27 de enero de 2019      | Mejor reparto                                  | Harry Belafonte, Adam Driver, Topher Grace, Laura Harrier, Corey Hawkins and John David Washington | Nominados | [ 39 ]        |
| Premios WGA                               | 17 de febrero de 2019    | Mejor guion adaptado                           | Spike Lee, David Rabinowitz, Charlie Wachtel and Kevin Willmott                                    | Nominados | [ 40 ]        |